# Minuskel 700
Minuskel 700 (in der Nummerierung nach Gregory-Aland, zuvor als 604 in allen Katalogen nummeriert, von Soden ε 133) ist eine griechische Minuskelhandschrift des Neuen Testaments. Mittels Paläographie wurde es auf das 11. Jahrhundert datiert. Es besteht aus 297 Pergamentblättern (14,8 × 11,7 cm), die einspaltig mit 19 Zeilen je Seite beschrieben sind.

## Beschreibung
Der Kodex enthält den vollständigen Text der Evangelien. Ebenso sind die Ammonischen Einteilungen und der Eusebische Kanon enthalten, der im Johannesevangelium jedoch sehr sparsam ist. Es sind Illustrationen der Evangelisten enthalten. Lektionare Markierungen sind in Gold ausgeführt.

## Text
Zusammen mit Minuskel 162 aus dem Jahre 1153 einhält Minuskel 700 im Vaterunser im Lukasevangelium 11,2 die überaus bemerkenswerte Lesart ελθετω το πνευμα σου το αγιον εφ ημας και καθαρισατω ημας („Dein Heiliger Geist komme auf uns und reinige uns“) anstelle von ελθετω η βασιλεια σου („Dein Reich komme“). Diese eigenartige Lesart taucht nur in diesen beiden Manuskripten auf, sie ist jedoch von einem sehr alten Archetyp abgeleitet, da sie sich im Lukas-Evangeliums von Marcion (2. Jh.) findet und auch vom Kirchenvater Gregor von Nyssa (4. Jh.) erwähnt wird.
Der Text im Johannesevangelium 8,8, im Anschnitt Jesus und die Ehebrecherin, enthält zusammen mit U (030), 73, 331, 364, 782, 1592 und einigen armenischen Manuskripten die einzigartige Ergänzung: ενος εκαστου αυτων τας αμαρτιας („Sünden eines jeden von ihnen“). Diese Textvariante findet sich auch in einigen lateinischen Manuskripten in Minuskel 264 ist diese Variante in Johannes 8,6 enthalten.
In Matthäus 27,16 steht an der Stelle, die den Namen des Barabbas enthält, die bekannte Textvariante Ιησουν τον Βαραββαν, die τον hinzufügt. Diese Lesart findet sich auch im Codex Koridethi und den Manuskripten der Textfamilie f1.
Hoskier stellte 2724 Abweichungen vom Textus Receptus fest. Davon waren 791 Auslassungen und 353 Hinzufügungen. 270 Textvarianten erscheinen in keinem anderen Manuskript.
Der griechische Text repräsentiert den Cäsareanischen Texttyp. Aland ordnete ihn in Kategorie III ein.
Das Manuskript wurde von John William Burgon untersucht sowie von Simcox und Scrivener beschrieben und zusammengestellt.
Die Handschrift befindet sich in der British Library, Egerton 2610 in London.